# مسجد بريك لين
مسجد بريك لين (بالبنغالية: ব্রিক লেন জামে মসজিদ)‏ (بالإنجليزية: Brick Lane Mosque)‏ هو مكان عبادة إسلامي في الطرف الشرقي للندن. ويعرف سابقا بمسجد لندن الكبير، بُني من الطابوق، في زاوية شارع فورنيير، بريك لين. كان بيتا للجاليات المسيحية واليهودية والإسلامية بالتعاقب منذ بنائه في منتصف القرن الثامن عشر، يعكس موجات الهجرة في حي سبيتالفيلدز.

## المسجد الحالي
إن أغلبية مصلي المسجد من الأصول البنغلاديشية؛ فالمسجد يخدم بالدرجة الأولى المسلمين البنغلاديشيين في البلاد.
يتسع المسجد لحوالي 3,200 مصلٍ (بضمن ذلك النساء) وأكثر نسبة لتواجد المصلين أثناء صلاة الجمعة في أيام الجمع، تُلقى الخطبة باللغة البنغالية والإنجليزية والعربية. من حيث المعتقدات والممارسات، يتبع المسجد تقاليد الإسلام السني. للمسجد ارتباطات وثيقة بجمعية رفاهية بانغلادش، التي تحاول توفير احتياجات الجالية. توجد صفوف لتعليم اللغة العربية واللغة الأم للأطفال في الطوابق العليا.

## تاريخ المبنى

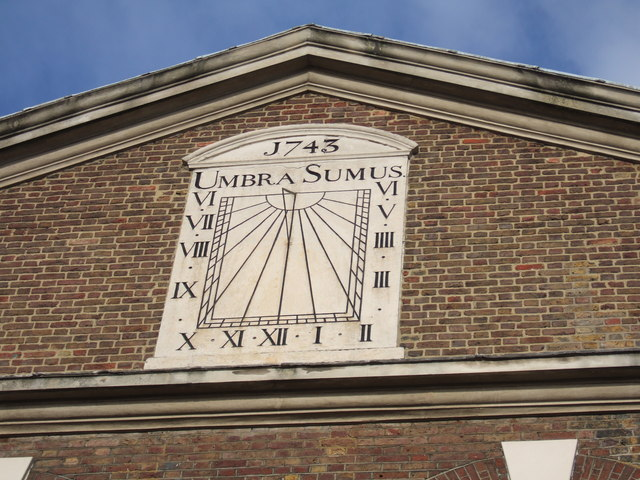

خدم المبنى الأديان السماوية الثلاثة خلال تاريخه في المنطقة.

### المسيحية
تأسس المبنى لأول مرة في عام 1743 ككنيسة بروتستانتية من قبل مجتمع الهوغوينوت في لندن. كان هؤلاء اللاجئون الذين غادروا فرنسا بعد إلغاء مرسوم نانت في 1685، هربا من الاضطهاد من قبل الكاثوليك. استقر العديد منهم في سبيتالفيلدز حاملين معهم مهارات النسيج الخاصة بهم. كما أنهم كانوا معارضين بروتستانت، وليسوا أعضاء في كنيسة إنجلترا، فقد بنوا أماكن العبادة الخاصة بهم. تم بناء كنيسة سبيتالفيلدز في شارع فورنييه والتي صممها المهندس المعماري نيكولاس هاوكسمور، بنيت في عهد الملكة آن لإظهار قوة الكنيسة. 59 حيث خدمت ككنيسة للهوغوينوت لأكثر من ستة عقود.
وفي عام 1809 أصبحت كنيسة صغيرة من مدينة ويسليان، اشترتها جمعية لندن لتعزيز المسيحية بين اليهود وهي منظمة تعرف الآن باسم وزارة الكنيسة بين الشعب اليهودي، لكن هذه المرحلة من تاريخها استمرت 10 سنوات فقط. من عام 1819 ، أصبح المبنى كنيسة ميثودية.

### اليهودية
في أواخر القرن التاسع عشر تم تبني المبنى من قبل مجتمع آخر حيث أصبح كنيسا لليهود. خلال ذلك الوقت، كانت المنطقة موطناً للعديد من اللاجئين اليهود من روسيا وأوروبا الوسطى. منذ الثمانينات من القرن التاسع عشر وحتى أوائل القرن العشرين دفعت المذابح الجماعية وقوانين مايو في روسيا العديد من اليهود إلى الفرار من مستوطنة بالي. من المهاجرين اليهود الأوروبيين الشرقيين، استقر 140,000 في بريطانيا. منذ عام 1916 كان قائد الكنيس هو إبراهيم إسحاق كوك، الذي كان فيما بعد أول حاخام أشكنازي خلال الانتداب البريطاني على فلسطين. في مكان قريب كان الكنيس الكبير الذي بني لهذا الغرض ومبنى كنسي آخر قد أصبح مكانًا للعبادة اليهودية، كنيس سانديس رو. انخفض عدد السكان اليهود على مر السنين حيث انتقل العديد منهم إلى مناطق شمال لندن. في النهاية انتقل الكنيس إلى مبنى جديد في غولدرز غرين.Golders Green.

### الإسلام
خلال سبعينات القرن العشرين، كانت منطقة سبيتالفيلدز وبريك لين مأهولة بشكل رئيسي بالسكان البنغاليين الذين جاءوا إلى بريطانيا من منطقة سلهت بحثًا عن عمل أفضل. حيث وجدوا العديد من فرص العمل في المصانع وتجارة المنسوجات. تطلب هذا المجتمع المتنامي مكانًا للعبادة، وتم شراء المبنى في (59 بريك لين) وتم تجديده. في عام 1976، أعيد افتتاحه كمسجد، باعتباره مسجد لندن الجامع. واليوم ورغم إعادة تسميته فإنه لا يزال يخدم المجتمع البنغلاديشي كمسجد.